# Globe Life Field
Der Globe Life Field ist ein Baseball-Stadion in der US-amerikanischen Stadt Arlington im Bundesstaat Texas. Es ist die Heimspielstätte des Baseball-Franchises der Texas Rangers aus der Major League Baseball (MLB). Die Eröffnung war für den 23. März 2020 geplant, musste aber wegen der COVID-19-Pandemie in den USA verschoben werden. Die Globe Life and Accident Insurance Company, eine Tochtergesellschaft der in McKinney ansässigen Torchmark Corporation, ist Namenssponsor des Stadions bis 2048. Das neue Stadion wurde auf der anderen Straßenseite südlich der früheren Spielstätte, dem Globe Life Park, gebaut.

## Geschichte

### Hintergrund
Am 20. Mai 2016 gaben die Rangers bekannt, dass sie den Globe Life Park in Arlington verlassen würden. Das neue Stadion wurde in öffentlich-privater Partnerschaft errichtet und hat ein schließbares Dach. HKS, Inc. wurde am 5. Januar 2017 zum Architekten ernannt.
Am 31. Januar 2019 gaben die Rangers bekannt, dass die Spielfläche des Globe Life Field mit Kunstrasen von Shaw Sports Turf belegt wird, was sie zu einem von nur vier MLB-Teams macht, die ihre Heimspiele nicht auf Naturrasen spielen.
Die Rangers nannten als Grund für die niedrigeren Besucherzahlen als in anderen großen Metropolen das Wetter. Im Globe Life Park kam es immer wieder zu Regenverzögerungen und hohen Temperaturen. Deshalb schlugen die Ranger vor, ihren neuen Park mit einem Dach zu bauen. Im Gegensatz zu seinen Vorgängern ist das Center Field des neuen Stadions nach Nordosten und nicht nach Südosten ausgerichtet.
Mit dem neuen Stadion sollen ein neues Einkaufszentrum sowie ein Loews Hotel und ein Stadion Dorf entstehen. Die Rangers haben auch geplant, den Globe Life Park Teil des Texas Live!-Komplexes zu machen.
Die Reaktionen auf die Pläne für den Bau des Stadions waren gemischt. Das neue Stadion wird eine komfortablere Umgebung für das Schauen von Baseball bieten, aber die bestehenden Steuern für die Bezahlung des AT&T Stadium ausweiten.
Am 14. Dezember 2019 fing ein Teil des im Bau befindlichen Daches Feuer.

### Eröffnung

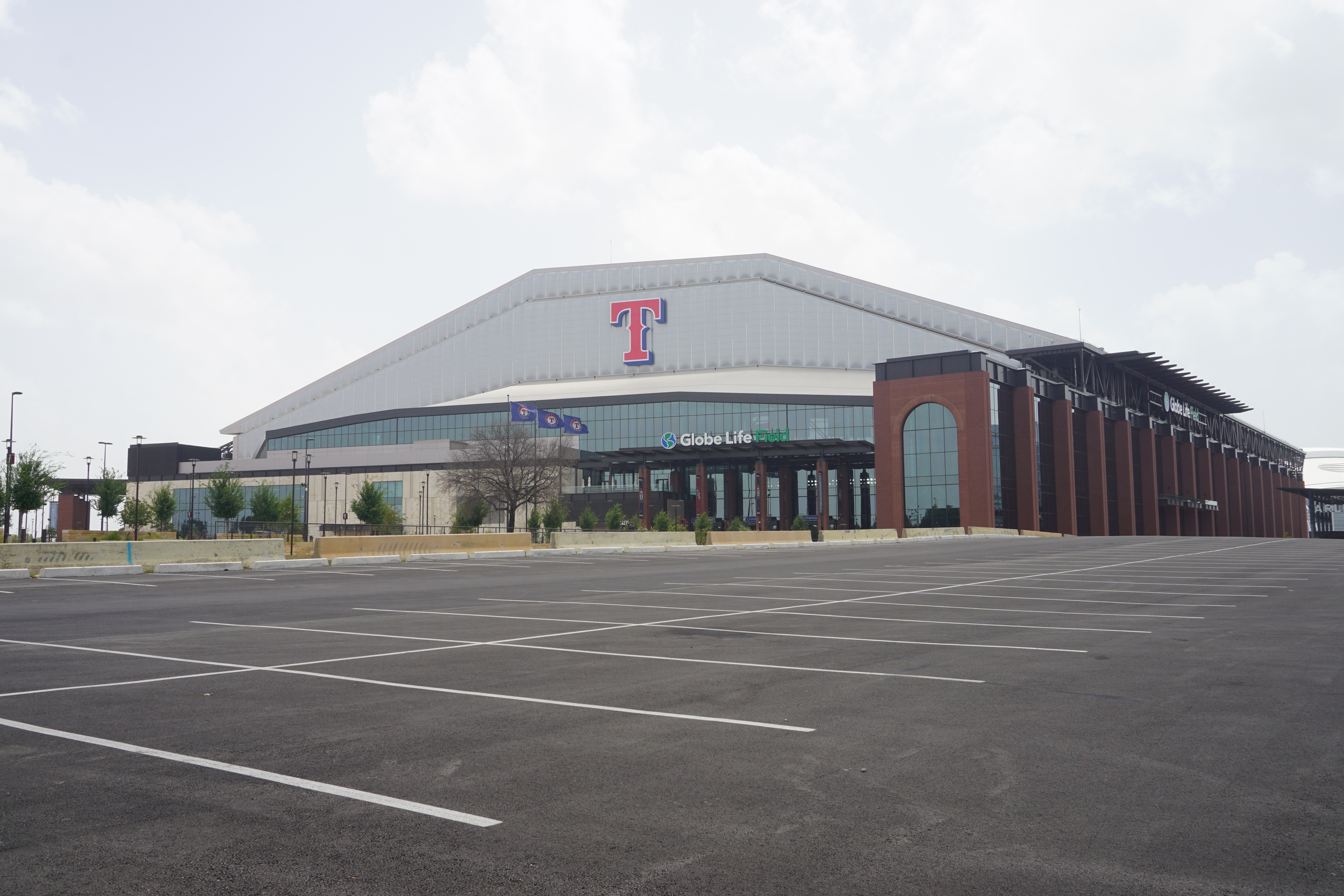
Das Globe Life Field im Juni 2020

Ursprünglich sollte das Globe Life Field am 23. März 2020 eröffnet werden, aber aufgrund der COVID-19-Pandemie verzögerte sich der Beginn der Baseball-Saison 2020 der Major League um mehrere Monate. Das erste Event im Globe Life Field war der Abschlussfeier einer High School.
Das erste reguläre Saisonspiel der Rangers im Globe Life Field fand am 24. Juli 2020 statt, welches sie mit 1:0 gegen die Colorado Rockies für sich entschieden. Am 21. und 22. Juli spielten die Rangers bereits zwei Testspiele gegen die Rockies im Globe Life Field.

### MLB Postseason 2020
Wegen der COVID-19-Pandemie kündigte die Major League Baseball am 15. September 2020 an, dass sie ab der zweiten Runde eine Playoff-Blase einführen wird. Globe Life Field und Minute Maid Park in Houston werden sich die Playoff-Serien der National League Division Series teilen, wobei eine Serie in Houston und die andere in Arlington ausgetragen wird. Die National League Championship Series und die World Series 2020 werden ausschließlich auf dem Globe Life Field ausgetragen.

### 2021
Am 5. April 2021 spielte das Baseball-Team der Texas Rangers zum Saisonstart in der Major League Baseball vor 40.518 Zuschauern im Globe Life Field gegen die Toronto Blue Jays.
Es war das erste Spiel im US-Profisport vor vollen Zuschauerrängen seit Beginn der COVID-Pandemie. Warnungen der US-Seuchenbehörde CDC und von US-Präsident Biden, dass dies ein Superspreading Event sein könnte, wurden ignoriert. Die Zuschauer mussten entweder einen Impfnachweis oder einen negativen Coronatest vorzeigen, der nicht älter als 72 Stunden ist.

## Veranstaltungen

### National Finals Rodeo
Die Professional Rodeo Cowboys Association veranstaltete das National Finals Rodeo (NFR) 2020 aufgrund der COVID-19-Pandemie und der staatlichen Gesundheitsbeschränkungen in Nevada auf dem Globe Life Field und nicht wie üblich in Las Vegas.

### College-Sport
Am 6. November 2021 fand hier zum ersten Mal ein College-Football-Spiel statt, als Army und Air Force im Rahmen des Lockheed Martin Commanders’ Classic aufeinander trafen. Die Black Knights (Army) besiegten die Falcons (Air Force) in der Verlängerung mit 21:14. Am Tag vor dem Footballspiel fanden im Ballpark auch die allerersten Boxkämpfe statt, bei denen die Boxteams der beiden Akademien gegeneinander antraten; die Air Force gewann 6 Kämpfe zu 4.
Bei der Football-Konfiguration des Globe Life Field befinden sich die Endzonen im linken Feld und an der ersten Base.
Die Ausgabe 2022 ist für den 5. November geplant.

## Reaktionen der Öffentlichkeit
Nachdem die Rangers das Globe Life Field im Juni 2020 enthüllt hatten, wurde das Äußere des Globe Life Field online wegen seiner Hässlichkeit kritisiert und lächerlich gemacht, vor allem verglichen mit den ersten Darstellungen des Stadions.